# Ri Chol-myong
Ri Chol-myong ((리철명?, 李哲敏?); Pyongyang, 18 febbraio 1988) è un calciatore nordcoreano, centrocampista del Pyongyang City e della Nazionale nordcoreana.